# Glenn Paige
Glenn Durland Paige (Brockton, 28 de junho de 1929) é um cientista político estadunidense, professor emérito de Ciência Política na Universidade do Havaí e presidente do Conselho de Governo do Centro para o Não-matar Global (em inglês, "Center for Global Nonkilling").
Paige é conhecido por ter desenvolvido o conceito do não-matar, os seus estudos sobre a liderança política, e o estudo da política internacional desde a perspectiva da toma de decisões por meio de um estudo da decisão do presidente estadunidense Harry S. Truman de envolver o seu país na Guerra da Coreia.